# Sette giorni a Piro Piro
Sette giorni a Piro Piro è un libro per ragazzi scritto da Dino Ticli e pubblicato nel 1995 dalle Edizioni Piemme nella collana Il battello a vapore. Esiste anche un sequel, Ritorno a Piro Piro.
Il libro è stato tradotto in francese e ha vinto il 'Premio Pennino d'Oro.

## Trama
Uno squattrinato turista italiano, il cui nome non viene mai rivelato, si ritrova a compiere una vacanza a Piro Piro, un'isola (in realtà immaginaria) dell'Oceano Atlantico, non potendosi permettere di meglio. Quella che sarebbe dovuta essere una tranquilla vacanza estiva si tramuta in una continua avventura ricca di colpi di scena e di tanto umorismo. L'isola infatti racchiude al suo interno varie insidie e il protagonista affronterà sfide di diverso genere che lo metteranno a dura prova, ma con grande coraggio riuscirà ad affrontarle tutte e ad arrivare ad essere ammirato e rispettato dagli abitanti dell'isola, i Piropiresi, e la sua guida lo immortala come un eroe su una parete di una grotta nella quale sono ritratte le più antiche testimonianze della civiltà presenti nell'isola.

## Edizioni
- Dino Ticli, Sette giorni a Piro-Piro, illustrazioni di Chiara Carrer, Casale Monferrato: Piemme junior, 1995